# Oliver North
Oliver Laurence North (San Antonio, 7 ottobre 1943) è un ex militare statunitense, già membro dello staff del Consiglio per la sicurezza nazionale, famoso perché coinvolto nello scandalo Irangate.

## Biografia

### Servizio militare
North è nato a San Antonio, in Texas, il 7 ottobre 1943. Intrapresa la carriera militare, si laurea all'Accademia Navale degli Stati Uniti ad Annapolis, Maryland. Entra nel corpo dei Marine, dove milita per 22 anni, fino a raggiungere il grado di tenente colonnello. Durante il suo servizio ha combattuto nella guerra del Vietnam, nella quale ha ottenuto diverse decorazioni: la Bronze Star Medal, la Silver Star Medal e due Purple Heart.

### Carriera pubblica
Dal 1983 fino al 1986 ha fatto parte dell'amministrazione Reagan nello staff del Consiglio per la sicurezza nazionale, in qualità di coordinatore anti-terrorismo. Durante il suo servizio nell'amministrazione Reagan, North è intervenuto in diverse e importanti azioni militari. Nel 1983 ha pianificato l'invasione di Grenada, affidata a reparti Marines, per rovesciare il governo comunista dell'isola. Nel 1985 ha invece ricoperto un importante ruolo nell'arresto di un gruppo di terroristi che aveva dirottato la Achille Lauro, mentre il 15 aprile 1986 ha preso parte all'organizzazione del blitz contro le basi terroristiche nella Libia di Mu'ammar Gheddafi. Le covert operations condotte in quel periodo avrebbero contemplato anche il finanziamento di attività militari mediante il traffico di droga.

#### Ruolo nello scandalo Irangate
Fu coinvolto nello scandalo Irangate e individuato tra i principali sospettati per aver venduto armi all'Iran e con i ricavati aver sostenuto i Contras in Nicaragua. North fu indicato da alcuni esponenti della Casa Bianca come l'unico a conoscenza di quei traffici, e perciò Reagan dapprima e Bush poi poterono proseguire la politica estera già sperimentata fino ad allora. North venne così posto sotto processo e le sue udienze al Congresso vennero trasmesse in diretta televisiva, durante una delle quali fu sul punto di scoppiare in lacrime. Il 4 maggio 1989, al termine del processo, venne dichiarato colpevole di tre reati e assolto da altri nove; le condanne vennero però in seguito annullate in appello.

### Attività professionale
Nel 1990 Oliver North è stato il fondatore, e da allora presidente onorario, della Freedom Alliance (unione per la libertà). Fondò questa organizzazione pubblica allo scopo di aiutare con borse di studio i figli di tutti i soldati morti (o resi permanentemente disabili) in guerra, ma anche per sostenere i militari in servizio e le loro famiglie. In questo modo intese mantenere una forte difesa nazionale e promuovere i diritti dei cittadini e la libera iniziativa.
In seguito è stato conduttore televisivo e commentatore politico repubblicano presso il canale televisivo conservatore Fox News, oltre ad essere il conduttore del talk show Storie di guerra con Oliver North (War Stories with Oliver North). Inoltre è staton l'autore di alcuni libri a sfondo politico-militare, tra cui Eroi americani (American Heroes) pubblicato nel 2008. È infine stato alla guida della National Rifle Association of America dal 7 maggio 2018 fino al marzo 2019, quando è stato forzato a rassegnare le dimissioni.

## Nella cultura di massa
- Nel quindicesimo episodio della quarta stagione della serie animata statunitense American Dad! viene brevemente cantata e parodiata (nello stile delle serie animata Schoolhouse rock) la vicenda di North  nello scandalo Iran-Contra. Nell'episodio il protagonista Stan cerca sotto casa sua (e posseduta anche da North prima di lui) l'oro che il militare avrebbe nascosto, trovandolo.
- È citato nel dodicesimo episodio della quinta stagione della serie animata I Simpson.
- Nella prima stagione della serie americana Narcos è presente un accenno alle operazioni di North.
- Oliver North interpreta se stesso in Call of Duty: Black Ops II.
- È citato nel romanzo "Casa di foglie" di Mark Z. Danielewski.